# Custos (könyvészet)

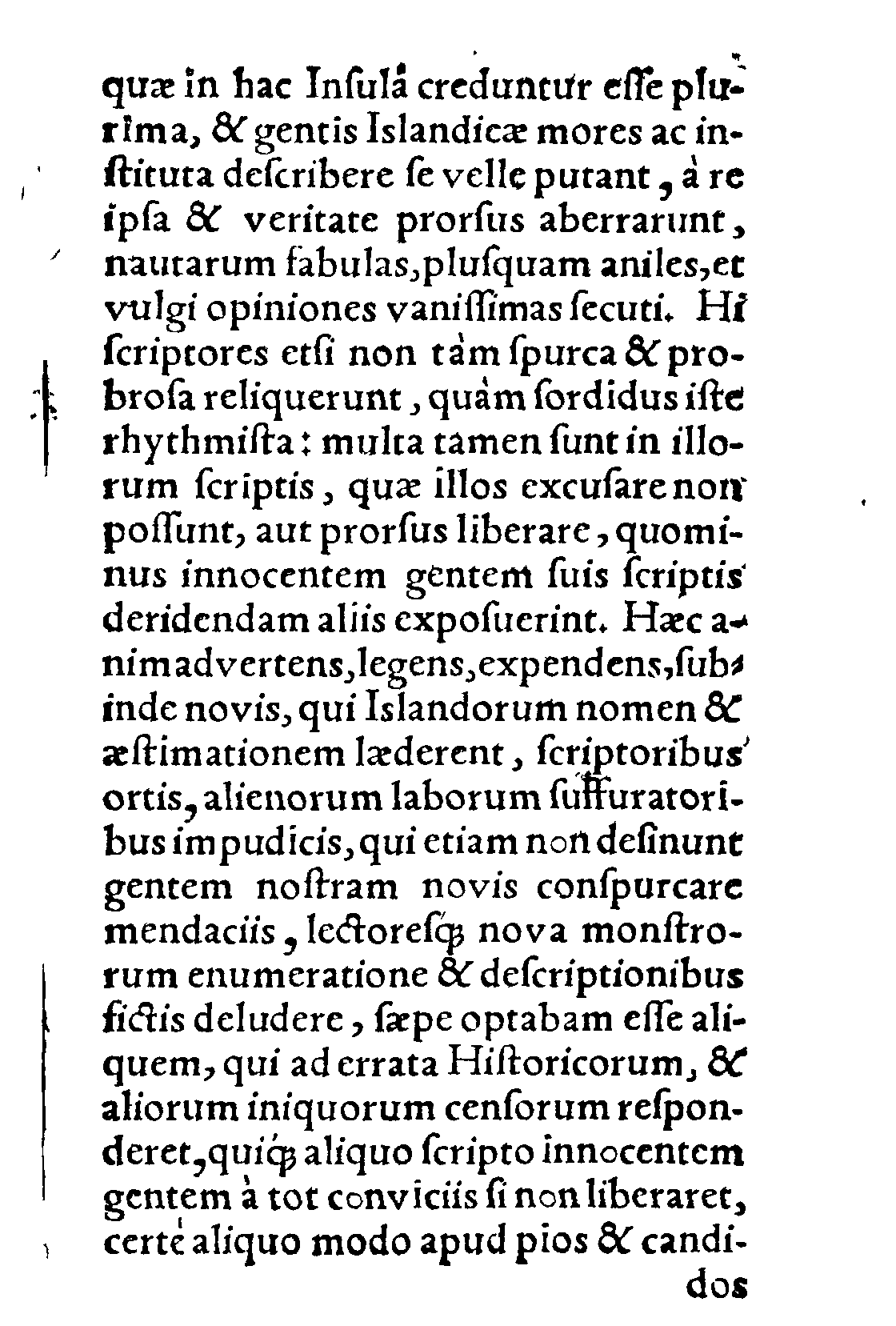
A custos egy nyomtatott könyvoldal alján

A custos latin eredetű  szó, jelentése őrszó. Szótári alakja: custos, -odis m f, a szó eredetileg őrszemet jelentett. Az angol szakirodalomban catchword, a franciában réclame a terminus technicusa.
Az őrszó vagy a lap, vagy az ív első szavának, vagy annak egy szótagjának, töredékének előrevetítése a könyv előző lapjának alján, a szedéstükrön kívüli jobb oldalon. A custos egyik funkciója a középkorban szokásos hangos olvasás gördülékenységének elősegítése volt. A másik – és az eredeti – feladata az volt, hogy a kódexekben és az ősnyomtatványokban az ívek, ívfüzetek, majd a lapok sorrendjét – nemcsak a signaturákkal –, hanem a custosokkal is biztosítsák a könyvkötők számára. Ez a funkció már a 10-12. században megjelent. Így a custosok – mindkét esetben – a szöveg folyamatosságát biztosították.
A custosokat egészen a 19. század elejéig használták, a nyomtatott könyvekben is.